# Rio Negro (flod)
 For alternative betydninger, se Rio Negro. (Se også artikler, som begynder med Rio Negro)
Rio Negro er den største venstre biflod til Amazonfloden i Brasilien. Den er 2.250 km lang og et afvandingsarel på 720.114 km². Rio Negro står for omkring 14% af vandet i Amazonasbassinet, og er en af verdens ti største floder efter vandføringen. Floden har sin oprindelse ved vandskellet mellem Orinoco- og Amazonasbassinet og har også en forbindelse til Orinocofloden gennem Casiquiarekanalen.

## Historie
Floden er navngivet af den spanske opdagelsesrejsende Francisco de Orellana, som opdagede den i 1541. 
Jesuiterordenen havde i midten af det 17. århundrede slået sig ned langs bredden blandt talrige stammefolk: Manau, Aruák og Trumá indianere. Slavehandlen blev almindelig i området i 1700-tallet, og det medførte, at det oprindelige folks populationer blev kraftigt reduceret efter introduktionen af europæiske sygdomme.